# Taekwondo vid olympiska sommarspelen 2024
Taekwondo vid olympiska sommarspelen 2024 arrangerades mellan 7 och 10 augusti 2024 i Grand Palais i Paris i Frankrike. Totalt åtta tävlingar fanns på programmet, fyra för vardera kön.

## Kval
Totalt 128 taekwondoutövare (64 damer och 64 herrar) kvalificerade sig för olympiska spelen fördelat på åtta olika viktklasser. Varje nationell olympisk kommitté (NOK) kunde ta ut maximalt åtta taekwondoutövare, varav en per viktklass och fyra per kön.
Kvalperioden inleddes med att fem platser tilldelades de högst rankade utövarna i var och en av de åtta viktklasserna (fyra per kön) genom World Taekwondos (WT) OS-ranking. Därefter tilldelades ytterligare en plats till den högst rankade i varje viktklass baserad på den erhållna meritpoängen i WT Grand Slam Champions Series som arrangerades mellan den 16 och 17 december 2023 i Wuxi i Kina. Under början av 2024 arrangerades fem kontinentala kvalturneringar varifrån kvotplatser tilldelades de två bästa taekwondoutövarna i varje viktklass från Afrika, Amerika, Asien och Europa; och till den högst rankade från Oceanien.
Nationella olympiska kommittér som redan hade minst två kvinnliga eller manliga taekwondoutövare kvalificerade genom rankingen bedömdes inte vara berättigade att delta i respektive kontinentala kvalturneringar om de inte valde att avstå från sina erhållna platser. Detta gällde även för värdnationen Frankrike som tilldelats två platser per kön (en i varje viktklass). Ytterligare fyra kvotplatser var tillgängliga till de nationella olympiska kommittér som var kvalificerade och intresserade av att låta sina taekwondoutövare att tävla i OS 2024 genom en inbjudan från Tripartite Commission.

## Program
| Q | Inledande omgångar, kvartsfinaler och semifinaler | F | Återkval, bronsmatcher och finaler |

| Gren ↓ / Datum → | Ons 7 | Ons 7 | Tor 8 | Tor 8 | Fre 9 | Fre 9 | Lör 10 | Lör 10 |
| ---------------- | ----- | ----- | ----- | ----- | ----- | ----- | ------ | ------ |
| Damer            |       |       |       |       |       |       |        |        |
| Damernas 49 kg   | Q     | F     |       |       |       |       |        |        |
| Damernas 57 kg   |       |       | Q     | F     |       |       |        |        |
| Damernas 67 kg   |       |       |       |       | Q     | F     |        |        |
| Damernas +67 kg  |       |       |       |       |       |       | Q      | F      |
| Herrar           |       |       |       |       |       |       |        |        |
| Herrarnas 58 kg  | Q     | F     |       |       |       |       |        |        |
| Herrarnas 68 kg  |       |       | Q     | F     |       |       |        |        |
| Herrarnas 80 kg  |       |       |       |       | Q     | F     |        |        |
| Herrarnas +80 kg |       |       |       |       |       |       | Q      | F      |

## Medaljörer
| Damer                          | Guld                            | Silver                      | Brons                    |
| Flugvikt (49 kg) Detaljer...   | Panipak Wongpattanakit Thailand | Guo Qing Kina               | Mobina Nematzadeh Iran   |
| Flugvikt (49 kg) Detaljer...   | Panipak Wongpattanakit Thailand | Guo Qing Kina               | Lena Stojković Kroatien  |
| Fjädervikt (57 kg) Detaljer... | Kim Yu-jin Sydkorea             | Nahid Kiani Iran            | Skylar Park Kanada       |
| Fjädervikt (57 kg) Detaljer... | Kim Yu-jin Sydkorea             | Nahid Kiani Iran            | Kimia Alizadeh Bulgarien |
| Mellanvikt (67 kg) Detaljer... | Viviana Márton Ungern           | Aleksandra Perišić Serbien  | Kristina Teachout USA    |
| Mellanvikt (67 kg) Detaljer... | Viviana Márton Ungern           | Aleksandra Perišić Serbien  | Sarah Chaâri Belgien     |
| Tungvikt (+67 kg) Detaljer...  | Althéa Laurin Frankrike         | Svetlana Osipova Uzbekistan | Lee Da-bin Sydkorea      |
| Tungvikt (+67 kg) Detaljer...  | Althéa Laurin Frankrike         | Svetlana Osipova Uzbekistan | Nafia Kuş Turkiet        |

| Herrar                         | Guld                        | Silver                          | Brons                               |
| Flugvikt (58 kg) Detaljer...   | Park Tae-joon Sydkorea      | Qaşim Maqomedov Azerbajdzjan    | Cyrian Ravet Frankrike              |
| Flugvikt (58 kg) Detaljer...   | Park Tae-joon Sydkorea      | Qaşim Maqomedov Azerbajdzjan    | Mohamed Khalil Jendoubi Tunisien    |
| Fjädervikt (68 kg) Detaljer... | Ulugbek Rashitov Uzbekistan | Zaid Kareem Jordanien           | Liang Yushuai Kina                  |
| Fjädervikt (68 kg) Detaljer... | Ulugbek Rashitov Uzbekistan | Zaid Kareem Jordanien           | Edival Pontes Brasilien             |
| Mellanvikt (80 kg) Detaljer... | Firas Katoussi Tunisien     | Mehran Barkhordari Iran         | Simone Alessio Italien              |
| Mellanvikt (80 kg) Detaljer... | Firas Katoussi Tunisien     | Mehran Barkhordari Iran         | Edi Hrnic Danmark                   |
| Tungvikt (+80 kg) Detaljer...  | Arian Salimi Iran           | Caden Cunningham Storbritannien | Rafael Alba Kuba                    |
| Tungvikt (+80 kg) Detaljer...  | Arian Salimi Iran           | Caden Cunningham Storbritannien | Cheick Sallah Cissé Elfenbenskusten |

Denna tabell: visa • redigera

## Medaljtabell
*   Värdland ( Frankrike)
| Nr                   | Nation               | Guld | Silver | Brons | Totalt |
| -------------------- | -------------------- | ---- | ------ | ----- | ------ |
| 1                    | Sydkorea             | 2    | 0      | 1     | 3      |
| 2                    | Iran                 | 1    | 2      | 1     | 4      |
| 3                    | Uzbekistan           | 1    | 1      | 0     | 2      |
| 4                    | Frankrike*           | 1    | 0      | 1     | 2      |
| 4                    | Tunisien             | 1    | 0      | 1     | 2      |
| 6                    | Thailand             | 1    | 0      | 0     | 1      |
| 6                    | Ungern               | 1    | 0      | 0     | 1      |
| 8                    | Kina                 | 0    | 1      | 1     | 2      |
| 9                    | Jordanien            | 0    | 1      | 0     | 1      |
| 9                    | Storbritannien       | 0    | 1      | 0     | 1      |
| 9                    | Serbien              | 0    | 1      | 0     | 1      |
| 9                    | Azerbajdzjan         | 0    | 1      | 0     | 1      |
| 13                   | Elfenbenskusten      | 0    | 0      | 1     | 1      |
| 13                   | Turkiet              | 0    | 0      | 1     | 1      |
| 13                   | USA                  | 0    | 0      | 1     | 1      |
| 13                   | Kuba                 | 0    | 0      | 1     | 1      |
| 13                   | Bulgarien            | 0    | 0      | 1     | 1      |
| 13                   | Kanada               | 0    | 0      | 1     | 1      |
| 13                   | Kroatien             | 0    | 0      | 1     | 1      |
| 13                   | Italien              | 0    | 0      | 1     | 1      |
| 13                   | Brasilien            | 0    | 0      | 1     | 1      |
| 13                   | Belgien              | 0    | 0      | 1     | 1      |
| 13                   | Danmark              | 0    | 0      | 1     | 1      |
| Totalt (23 nationer) | Totalt (23 nationer) | 8    | 8      | 16    | 32     |